# Ілюшечкін Василь Павлович
Василь Павлович Ілюшечкін (10 [23] жовтня 1915 — 24 квітня 1996) — радянський і російський історик, доктор історичних і філософських наук, фахівець у галузі історії Китаю і теорії суспільно-економічних формацій.
Випускник істфаку ЛДУ, учасник Великої Вітчизняної війни. Після демобілізації вступив на аспірантуру до ЛДУ. У 1952 році захистив кандидатську з історії Компартії Китаю, в 1966 році — докторську, про тайпінське повстання. Після захисту докторської і аж до кінця життя займався вивченням теорії суспільно-економічних формацій (ТСЕФ). У ході досліджень Ілюшечкін дійшов до висновку, що якщо оперувати логічними категоріями ТСЕФ так, як вони були сформульовані Марксом, то немає ніяких підстав для розмежування рабовласницької і феодальної формацій, краще говорити про єдину станово-класову формацію, в основі якої лежав рентний спосіб виробництва. Відразу після виходу в друк роботи з ТСЕФ були зустрінуті гострою критикою в науковому середовищі, проте з часом навіть колишні опоненти визнали їхню спроможність.